# Bo Fo Sho
Bo Fo Sho is de eerste ep van de Amerikaanse komiek Bo Burnham. Het album werd op 17 juni 2008 uitgegeven als muziekdownload via het label Comedy Central Records. Het album bereikte de derde plek op de Top Comedy Albums en de tweede plek in de Top Heatseekers hitlijsten van Billboard.

## Nummers
Het titelnummer "Bo' Fo' Sho'" werd voor het eerst gepubliceerd via YouTube op 24 november 2007. Ook de nummers "3.14 Apple Pi" en "My Whole Family..." zijn eerder via YouTube gepubliceerd op 10 maart 2007 en 21 december 2006. Voor het nummer "High School Party (Girl)" werd er in 2008 een videoclip gepubliceerd.
1. "Bo' Fo' Sho'" - 2:48
2. "H-O-A-R" - 2:46
3. "High School Party (Girl)" - 2:40
4. "3.14 Apple Pi" - 3:30
5. "Sunday School" - 2:40
6. "My Whole Family..." - 3:54